# Rathaus (Pappenheim)

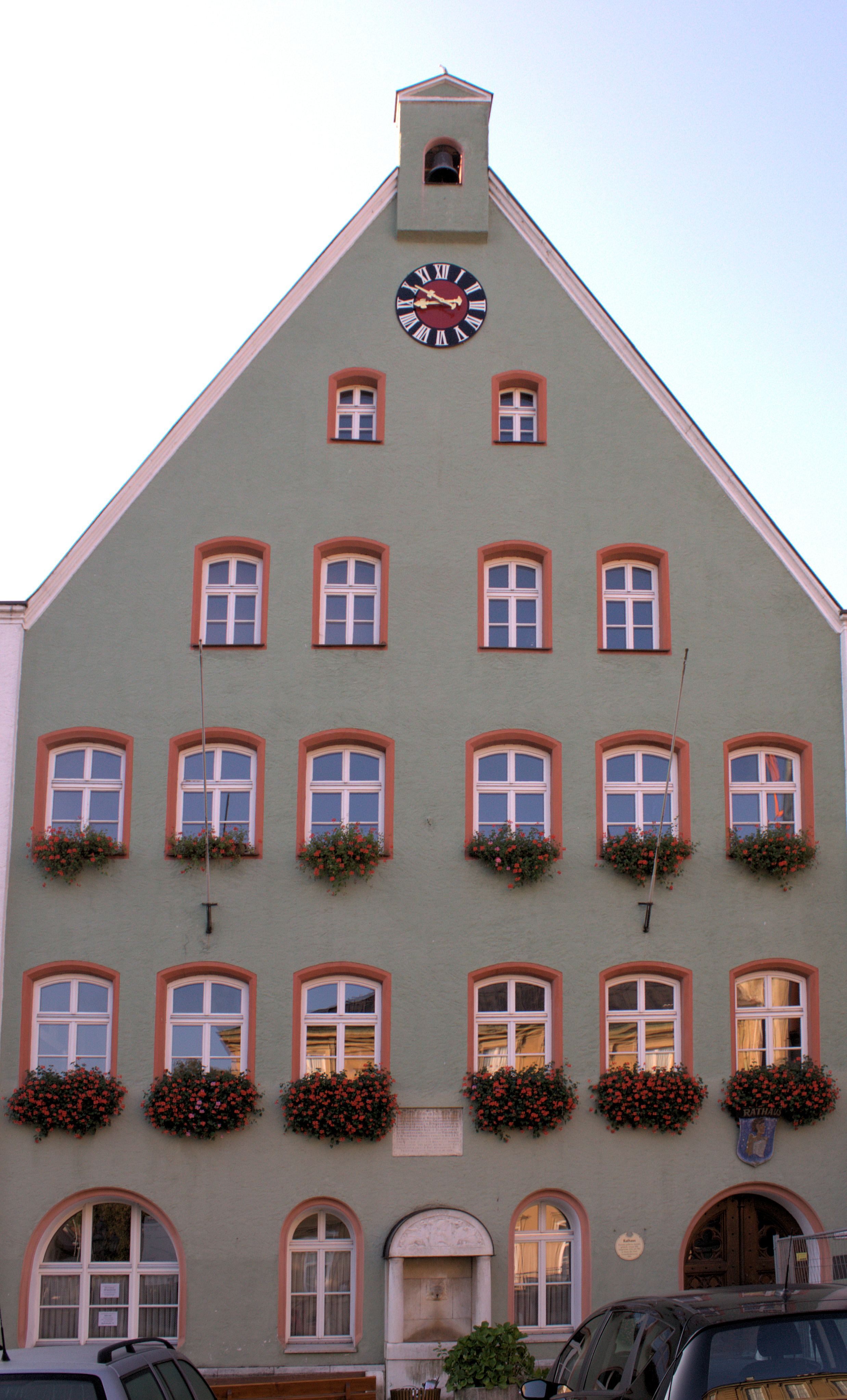
Rathaus von Pappenheim

Das Rathaus der Stadt Pappenheim im mittelfränkischen Landkreis Weißenburg-Gunzenhausen mit der Adresse Marktplatz 1 ist unter der Denkmalnummer D-5-77-158-118 als Baudenkmal in die Bayerische Denkmalliste eingetragen.
Das Rathaus steht in der Altstadt am Marktplatz des Städtchens umgeben von weiteren denkmalgeschützten Gebäuden gegenüber dem Neuen Schloss auf einer Höhe von 407 m ü. NHN.
Das Gebäude wurde von 1594 bis 1598 als Kanzleigebäude errichtet. 1722 wurde es neugestaltet; 1812 kaufte die Stadt das Gebäude. Zunächst wurde im Erdgeschoss Lebensmittel verkauft. Einige Pferdeställe sowie Futter- und Vorratsräume, Schul- und Ratszimmer befanden sich auch im Gebäude. Die ersten Geschäftsräume der Sparkasse Pappenheim und der Poststelle waren von 1851 an im Gebäude. Zu der Zeit befand sich im ersten Stock ein Sitzungssaal und eine Polizeistation mit Arrestlokal und Polizeidienerwohnung. Im zweiten Stock hingegen ein Schulsaal für Mädchen. Im dritten Stockwerk befanden sich vermutlich Wohnungen. 1867 und 1982 wurde der Bau renoviert.
Das Rathaus ist ein dreigeschossiger Giebel-Satteldachbau mit Wandbrunnen in den Farben rot-grün, den Farben Pappenheims. An der Rückseite des Gebäudes befinden sich das „Haus des Gastes“ und die Touristikinformation. Vor dem rechten Treppenaufgang wurde eine öffentliche Waage eingebaut.